# Kostel svatého Jiří (Jenišovice)
Kostel svatého Jiří v Jenišovicích je postaven v barokním stylu. Nachází se na vyvýšenině nad centrální částí obce. Pata kostela je situována v nadmořské výšce necelých 400 metrů. Je to významná památka barokní architektury, chráněná památkovou péčí a zároveň jediný římskokatolický kostel na území Římskokatolické farnosti Jenišovice.

## Stavebně-historický vývoj

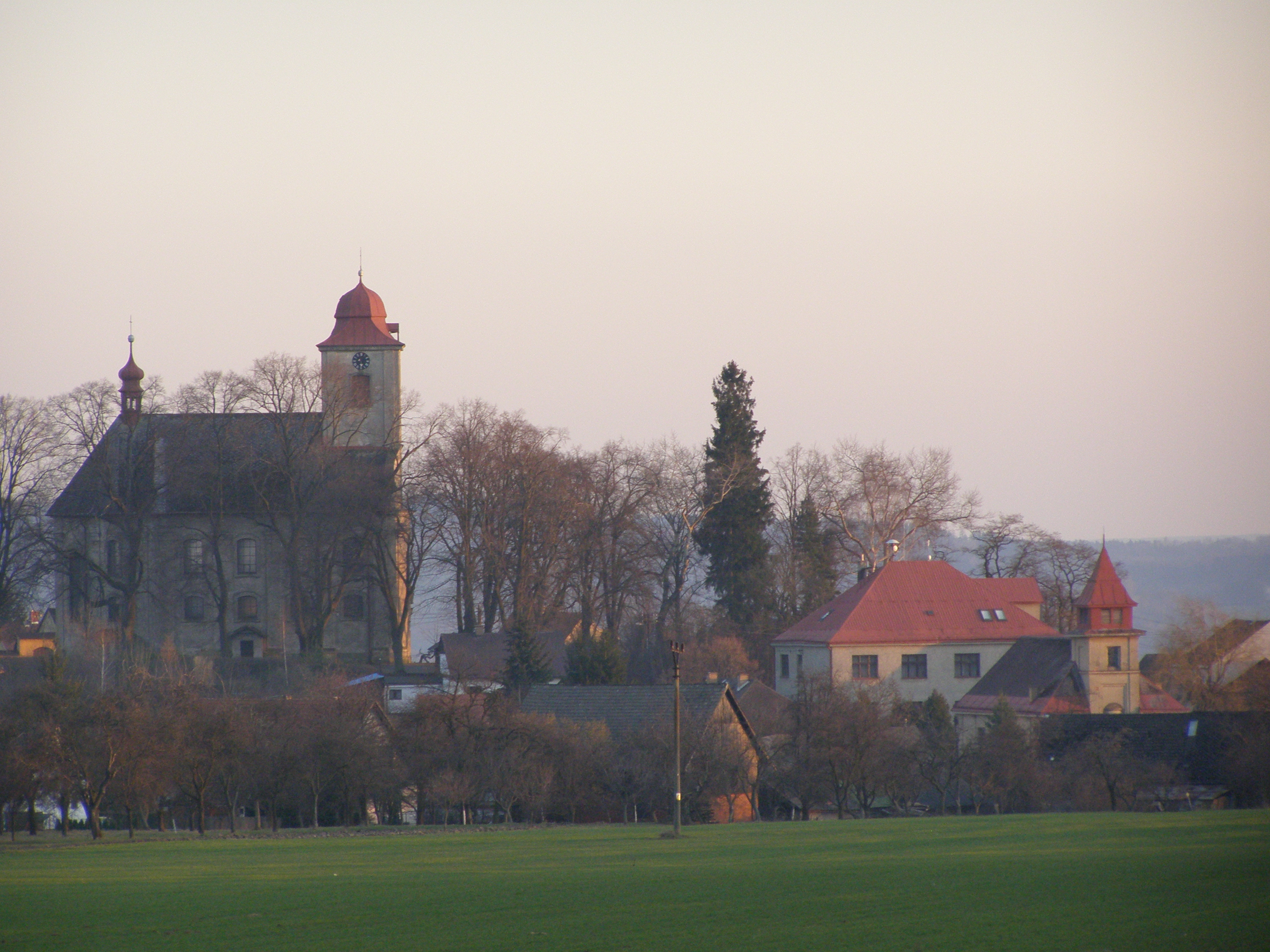
Kostel sv. Jiří z boku

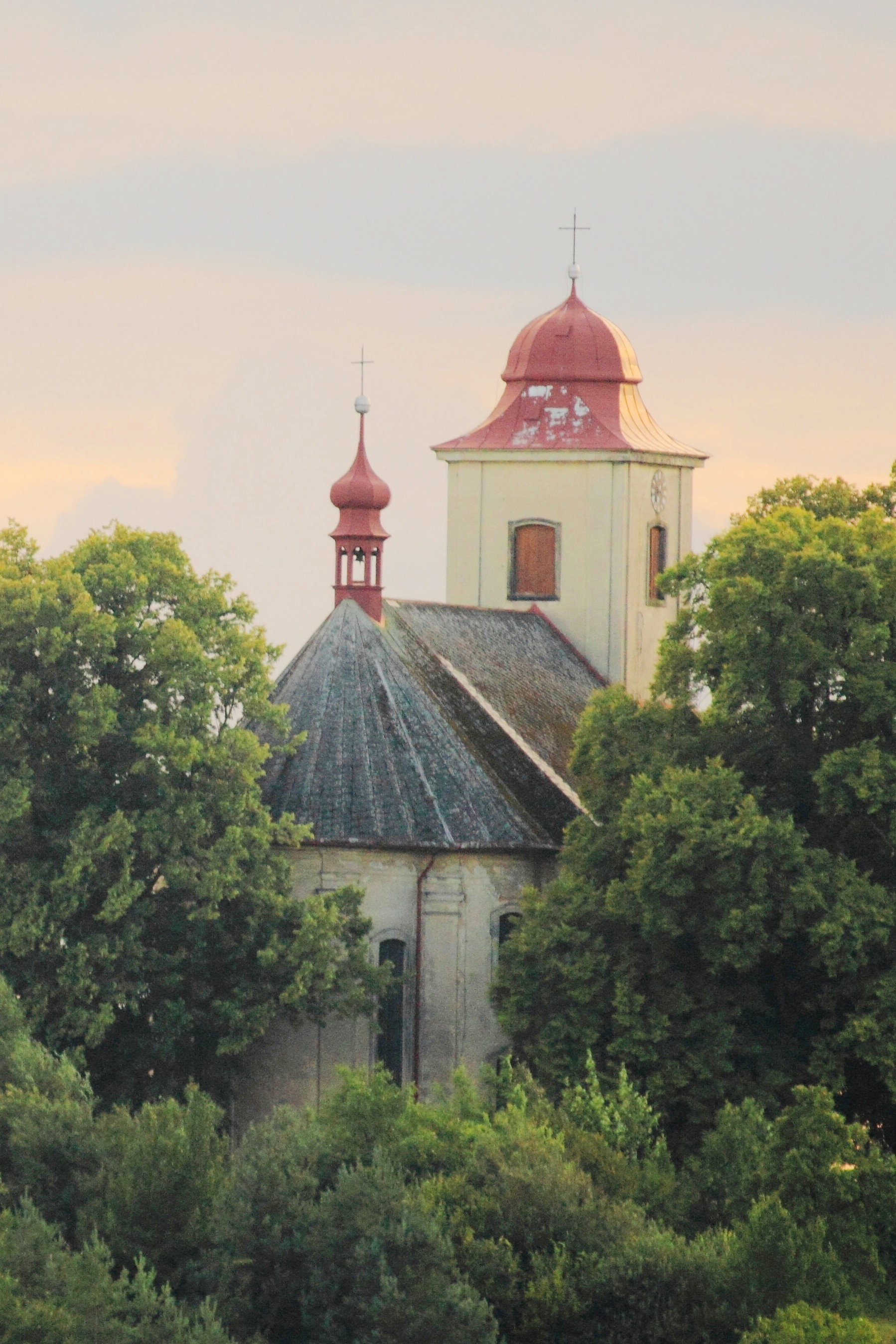
Pohled na kostel od jeho závěru

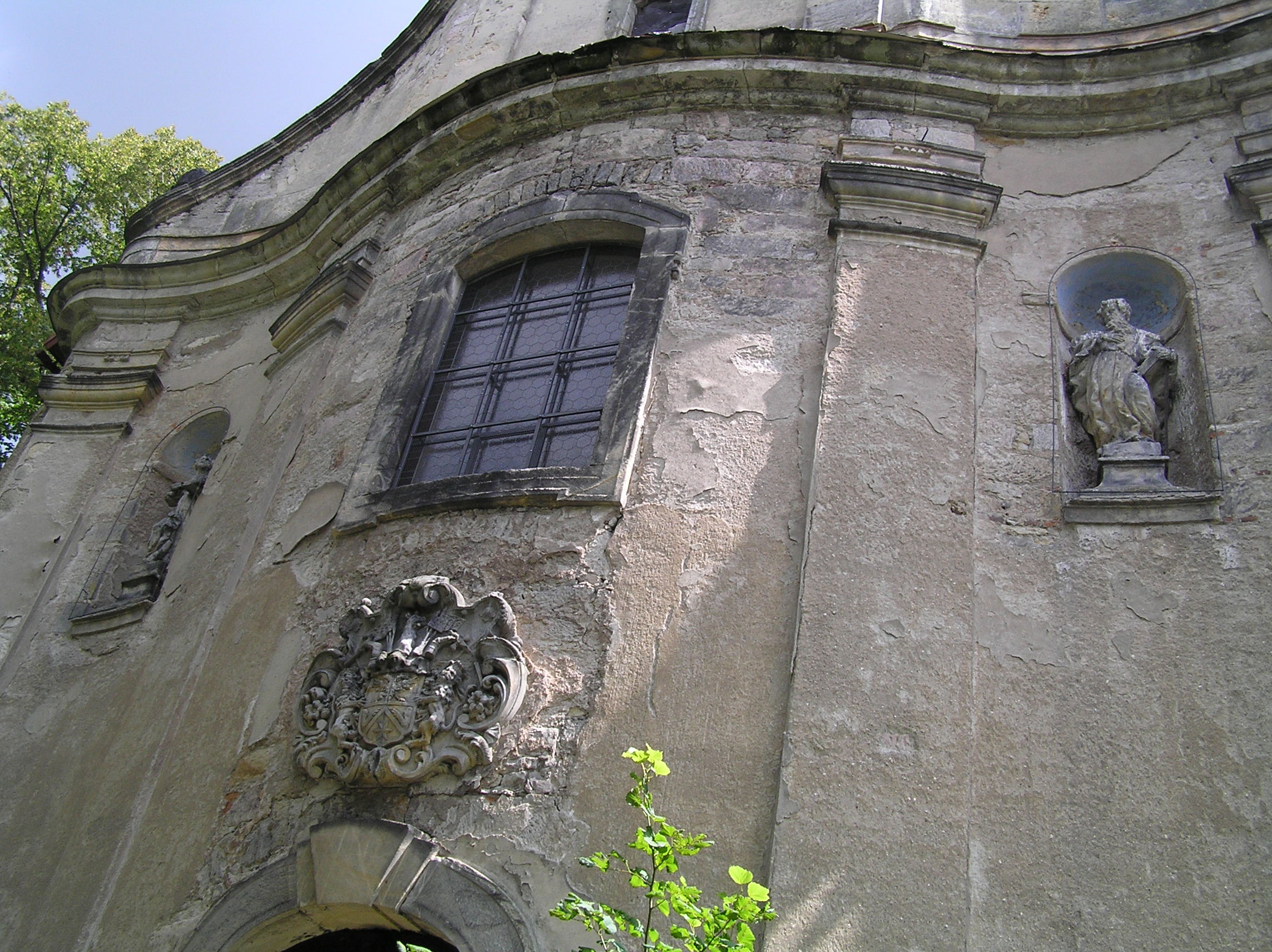
Erb nad vchodem

První zmínka o založení kostela zasvěcenému svatému Jiří v Jenišovicích pochází z písemností Cisterciáků z kláštera Hradiště u Mnichova Hradiště z roku 1348. Kostel byl dřevěný. Poté, co v roce 1592 vyhořel, byl vybudován znovu. Opět jako dřevěný. Kolem kostela se rozprostíral hřbitov s kostnicí (dnes park).
V roce 1728 se v blízkém sousedství dřevěného kostela začal stavět kostel kamenný. Stavbu kostela zaplatili Albrecht a Karel Des Fours. Stavba byla dokončena v roce 1744, tedy po 16 letech. Dne 5. května 1831 udeřil do věže kostela blesk a kostel zapálil. Požár zničil střechu a zvony. V roce 1847 byly zakoupeny zvony nové. V roce 1882 byla věž kostela osazena hodinami. Zvony z roku 1847 byly ve 40. letech 20. století odvezeny do Německa, kde měly být přetaveny na zbraně. Zpět se již nevrátily.
V současné době probíhají dílčí opravy kostela.
Duchovní správci kostela jsou uvedeni na stránce: Římskokatolická farnost Jeníšovice.

## Architektura
Kostel má hranolovou věž. Na hlavním průčelí je nad vchodem umístěný tesaný erb hraběcího rodu Des Fours. Erby rodu jsou i v okenních vitrážích. Vpředu má kostel zvlněné průčelí, které zdobí asi v polovině výšky sochy svatého Petra a Pavla. Věž je krytá zvonovitou bání. Okraje střechy jsou osazeny barokními kuželkami se šiškami.
Chrámová loď uvnitř je 13 metrů dlouhá, 15 metrů široká a 15,3 metrů vysoká. Vybavení kostela pochází převážně z 18. století. Tvoří ho několik historicky cenných oltářů, barokní kazatelna, pozdně barokní dřevěná křtitelnice a další. Kostel byl v 90. letech 20. století vyloupen.

## Krajinotvorné prvky

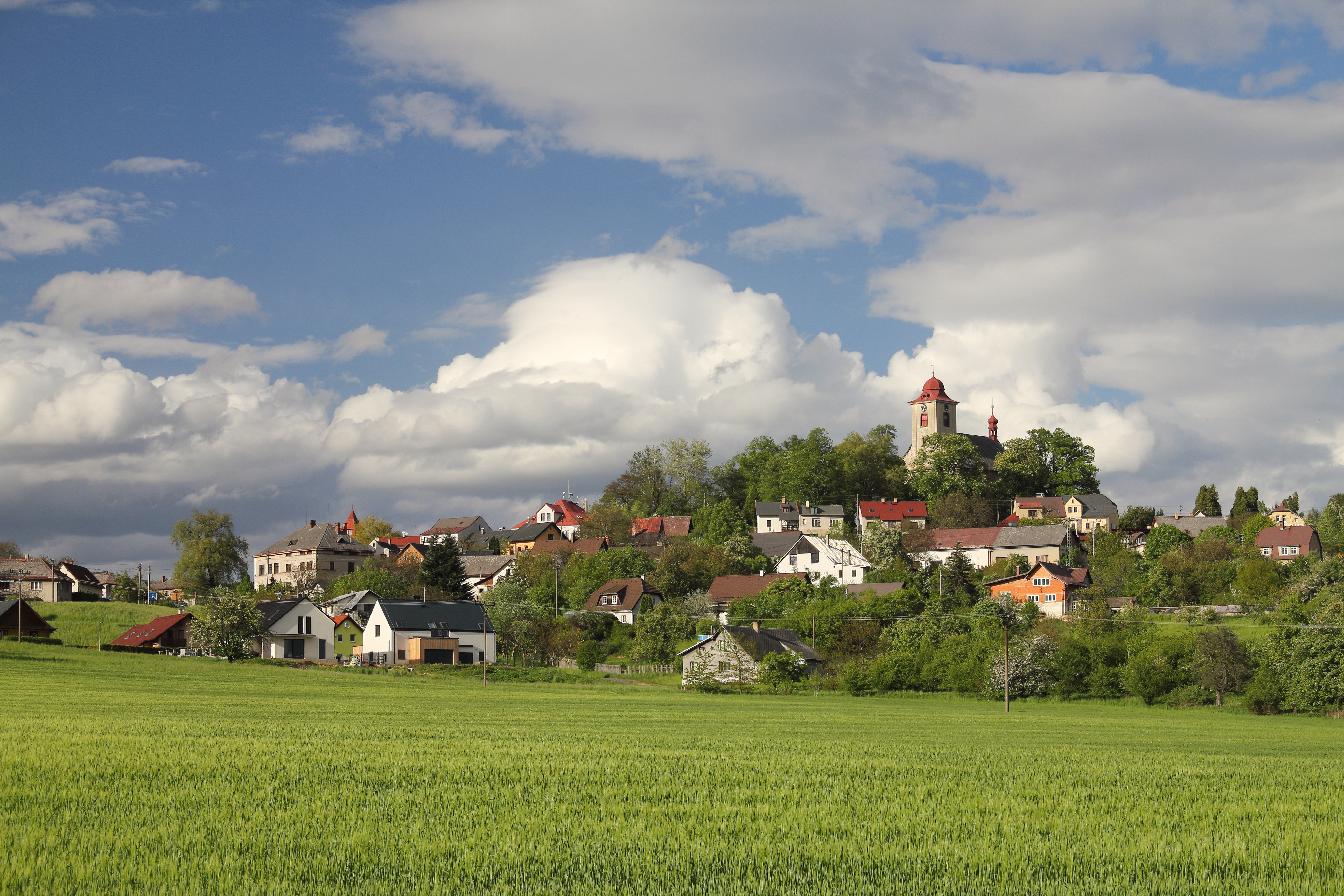
Umístění kostela v krajině

Baroko si libovalo v kompozičním členění staveb vůči sobě, čímž vznikala nová estetická hodnota krajiny. Významné krajinotvorné prvky zanechali na hruborohozeckém panství i Des Foursové a na sychrovském panství Rohanové.
Loď kostela míří na kostel sv. Jana v Železném Brodě (byl postaven 21 let po jenišovickém kostele a Des Foursové zde mají kostnici). Je také doložena kompoziční provázanost kostela s poplužním statkem Červený dvůr a zámky na Malém a Hrubém Rohozci.
V roce 1820 koupil sousední panství Sychrov hraběcí rod Rohanů z Francie. Přestavba zámku zahrnovala i stanovení tří os, které se v zámku sbíhají. Jižní osa je nasměrována na věž kostela v Jenišovicích.
Zámek měl být také spojen s Jenišovicemi lipovou alejí (byla dokončena jen část). Rohanové proto usilovali o odkoupení panství Jenišovice od Des Foursů. Na prodeji se ale nedohodli.

## Zajímavosti
Na věžních hodinách je oproti zvyklostem hodinová ručička velká a minutová malá. Minutová ručička plnila v době vzniku kostela jen dodatečnou funkci. Při práci na poli měřili lidé čas od východu slunce do jeho západu a minuty pro ně nehrály důležitou roli.